# Église Saint-Martin de Festalemps
L'église Saint-Martin est une église catholique située à Festalemps, en France.
Elle fait l'objet d'une protection au titre des monuments historiques.

## Localisation
L'église est située dans le département français de la Dordogne, sur la commune de Saint Privat en Périgord, dans le village de Festalemps.

## Historique
De style roman, l'église est édifiée dans la première moitié du XIIe siècle, entre 1120 et 1140. Des traces au niveau des soubassements de la nef datent du IXe siècle ou Xe siècle.
L'église a été fortifiée pendant la guerre de Cent Ans, au XIVe siècle.Un bahut défensif crénelé a été monté au-dessus du chœur, communiquant la chambre forte du clocher placée au-dessus de la coupole. On peut encore voir les créneaux. Le portail occidental est a été construit au XVe siècle.
La nef a été revoûtée, la base de l'abside et l'entrée occidentale de l'église ont été restaurées entre 1876 et 1878.
Le chœur et l'avant-chœur ont été restaurés en 1995. Quatre peintures murales ont alors été mises au jour.
Une restauration des « façades extérieures, des sols et de la couverture » a eu lieu de 2023 à 2025.

## Description
La nef unique de l'église comprend trois travées inégales couvertes de voûtes d'arêtes. Le clocher a été élevé au-dessus de l'avant-chœur de plan carré voûté d'une coupole sur pendentifs. Le chœur se termine par une abside semi-circulaire surmontée d'un cul-de-four orné d'une peinture datant du XVIIIe siècle représentant le triomphe de saint Martin. La peinture est une huile exécutée sur une couche préparatoire rouge.

## Cloches
L'église a possédé trois cloches :
- la cloche la plus ancienne, baptisée Amélie, date de 1512. Elle porte une inscription en latin : « Santa Maria ora pro nobis vox domini sonat festalens en Perigort » (Sainte Marie, priez pour nous, la voix du Seigneur retentit à Festalemps en Périgord).
- la deuxième cloche a été baptisée en 1759 mais a disparu au cours de la Révolution.
- la troisième cloche a été baptisée Geneviève en 2004 par Monseigneur Mouïsse, évêque de Périgueux.

## Retable
Un retable à colonnes torses en bois sculpté datant du XVIIe siècle a été placé au-dessus du maître autel. Au centre est représentée une Crucifixion avec la Vierge et saint Jean, surmontée par Dieu le Père.

## Vitraux
La nef est éclairée par des vitraux réalisés par Jean Besseyrias, peintre-verrier de Périgueux, représentant saint Matthieu, saint Marc, saint Joseph, saint Pierre, saint Martin, saint Jacques. Une rosace représentant la Vierge et l'Enfant est placée au-dessus du portail principal. Les vitraux ont été restaurés en 2001 par Mr Douard, maître verrier à Ribérac.

## Protection
L'église Saint-Martin de Festalemps, église fortifiée des XIIe, XIVe et XIXe siècles, inscrite au titre des monuments historiques en 1947.

## Galerie de photos

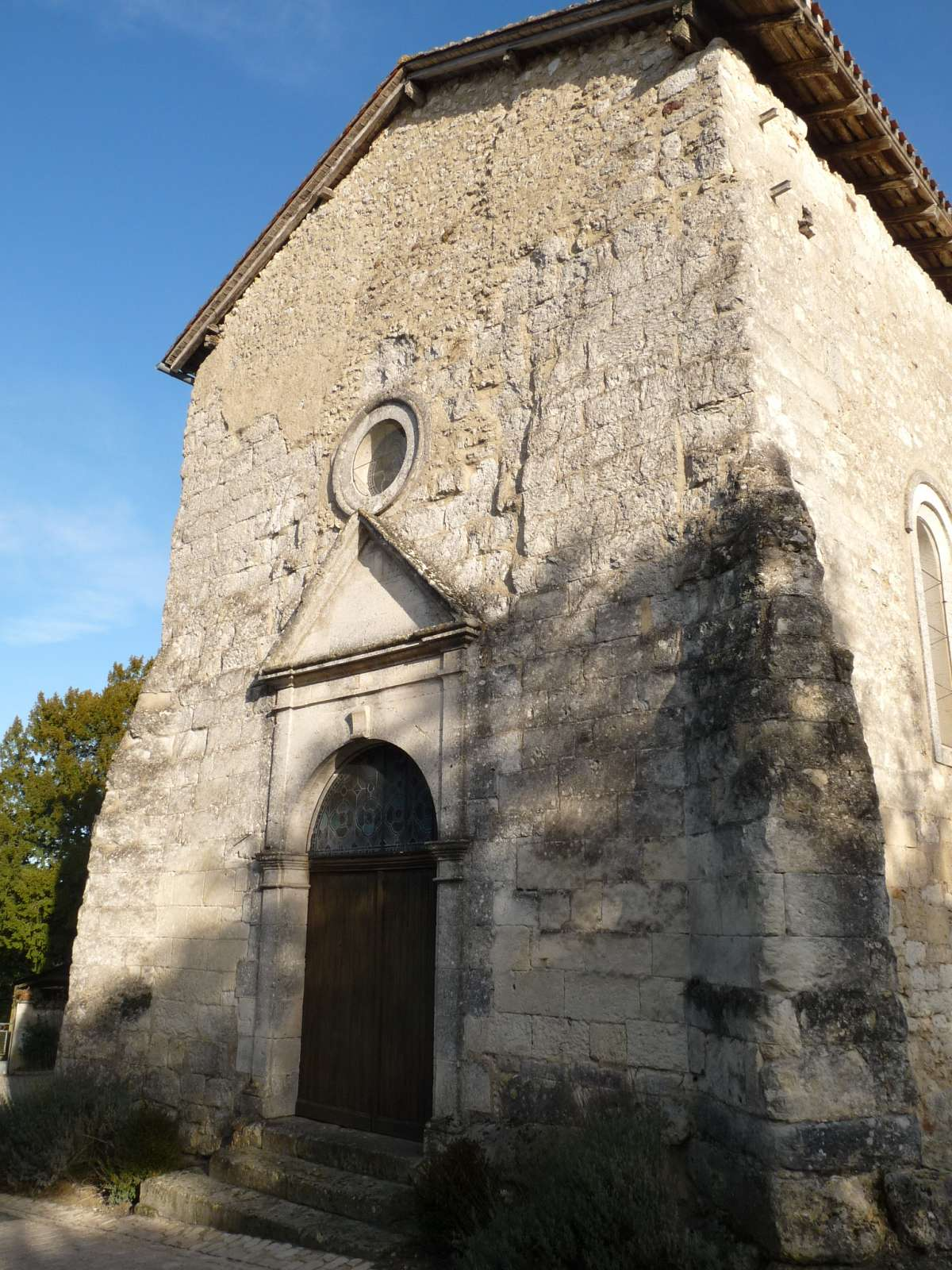
Portail.
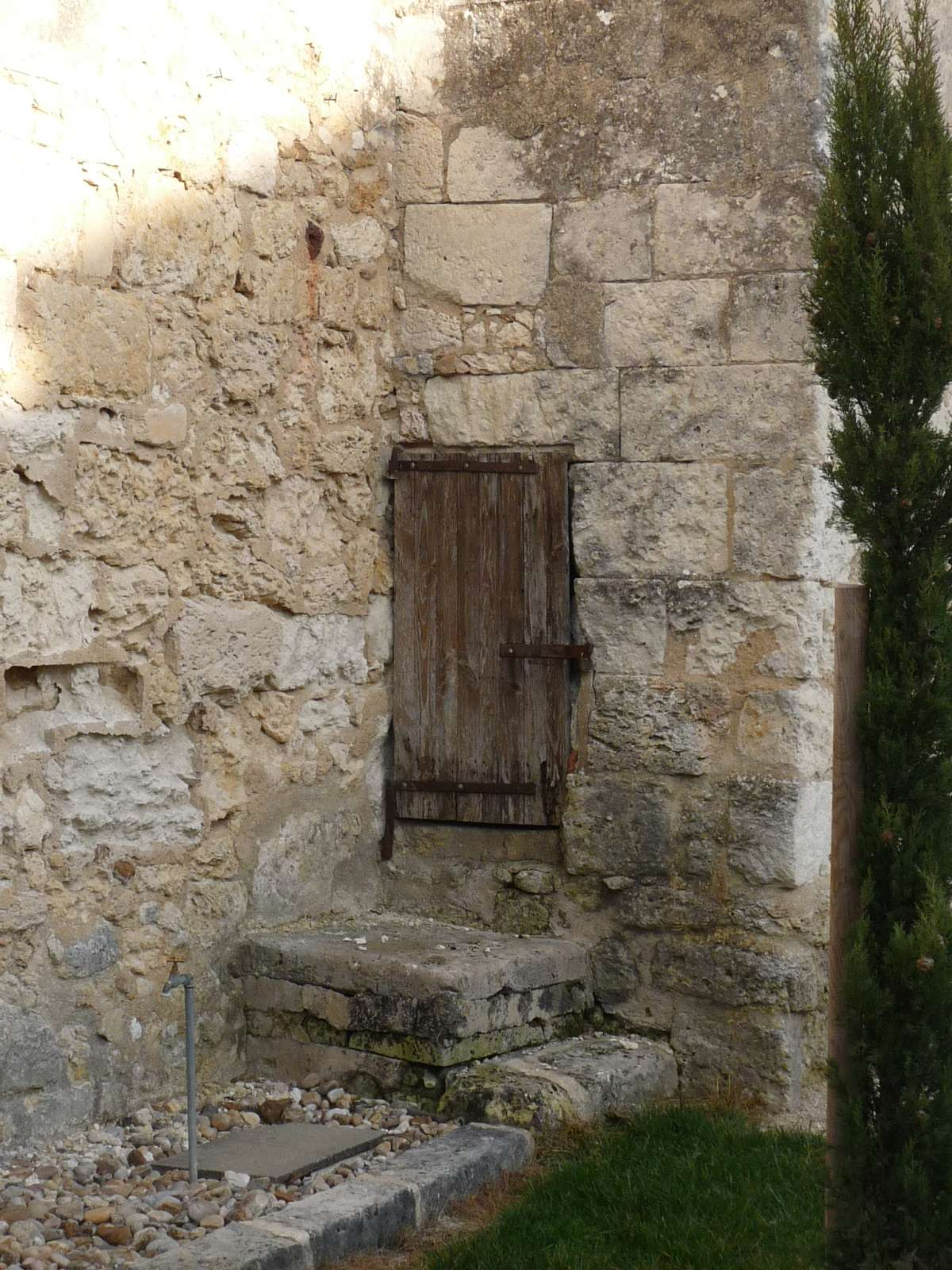
Puits.
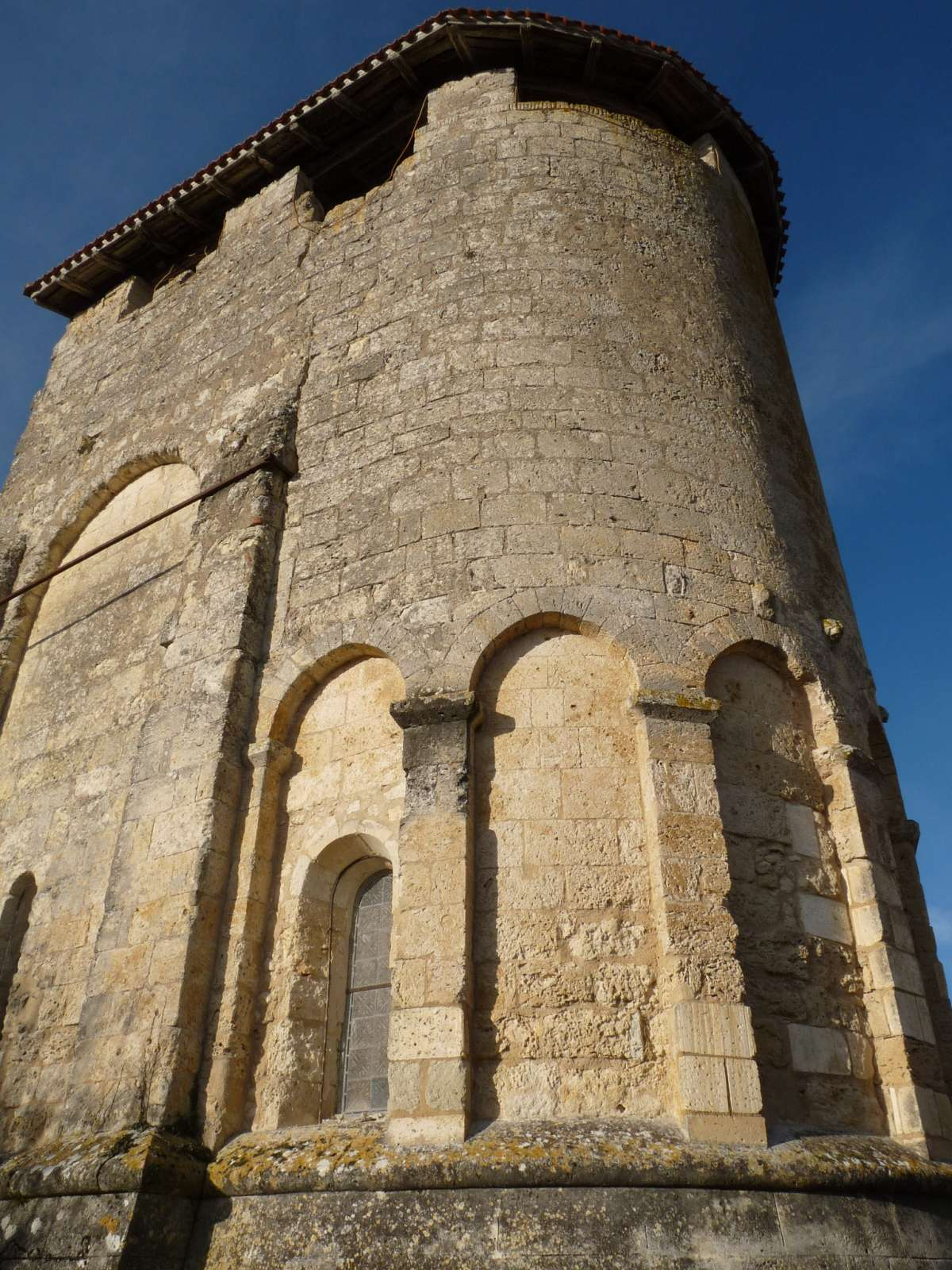
Chevet.

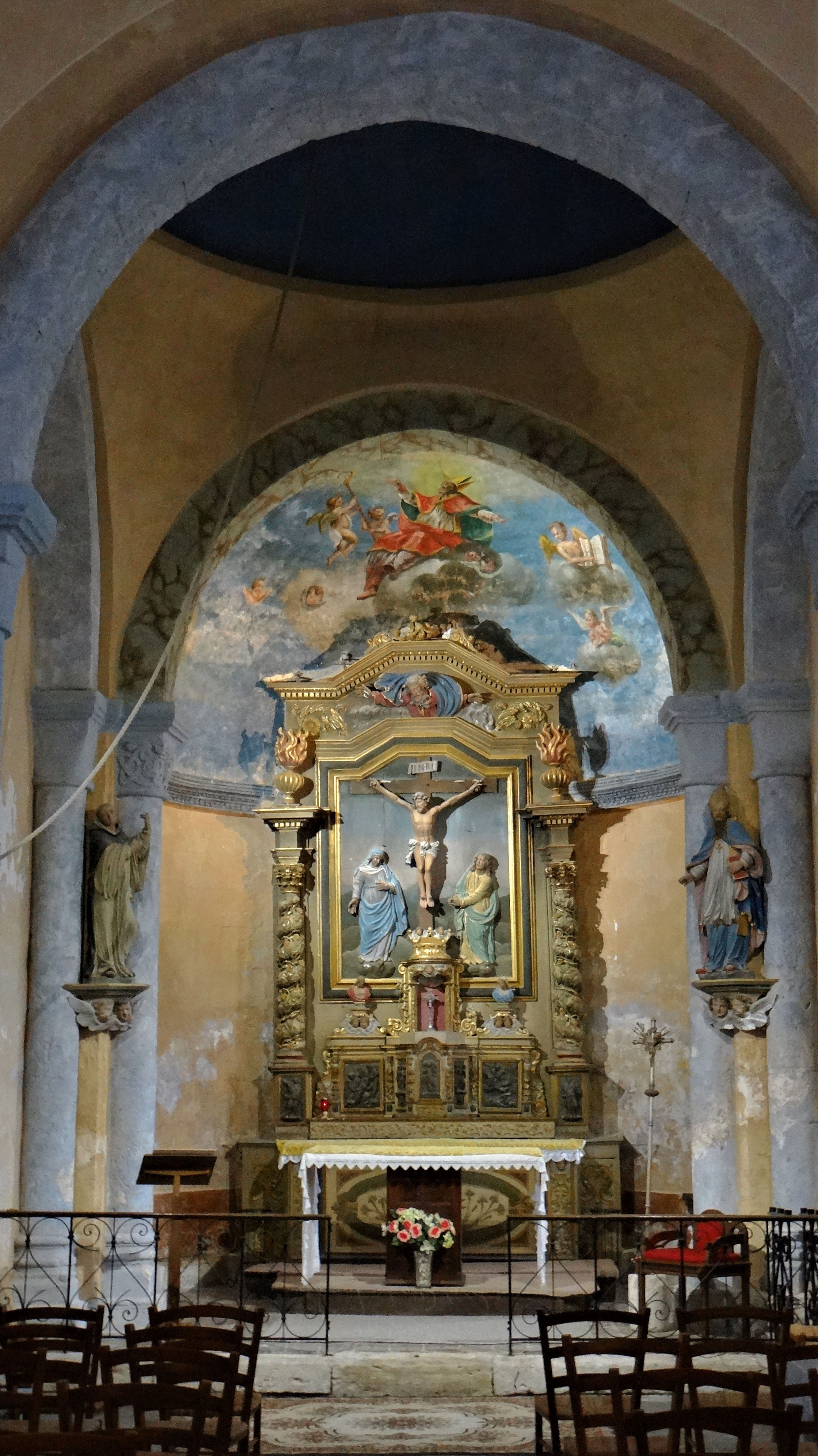
Avant-chœur voûté par une coupole, chœur et abside en hémicycle - Retable et peinture sur le cul-de-four.
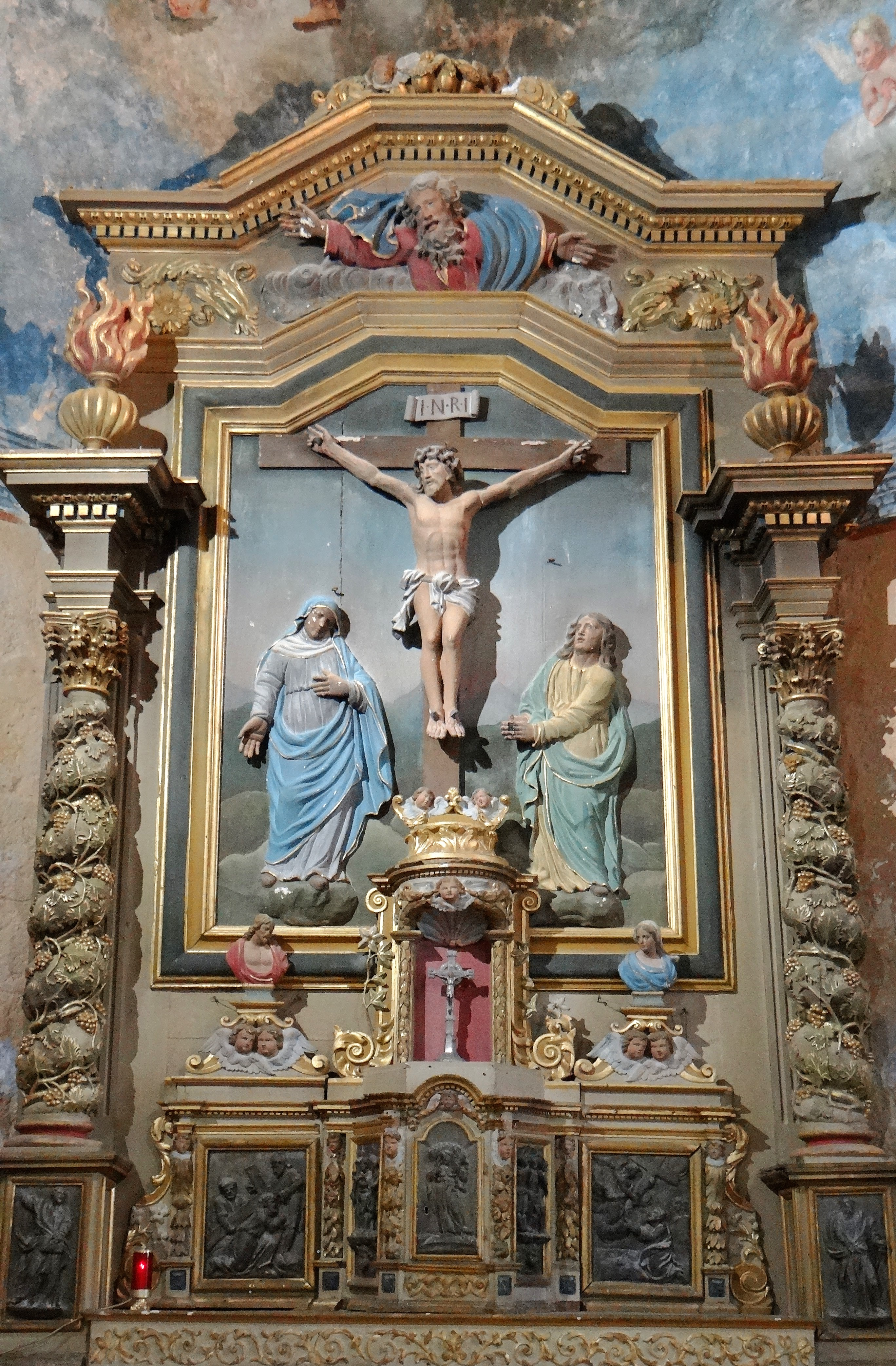
Retable.
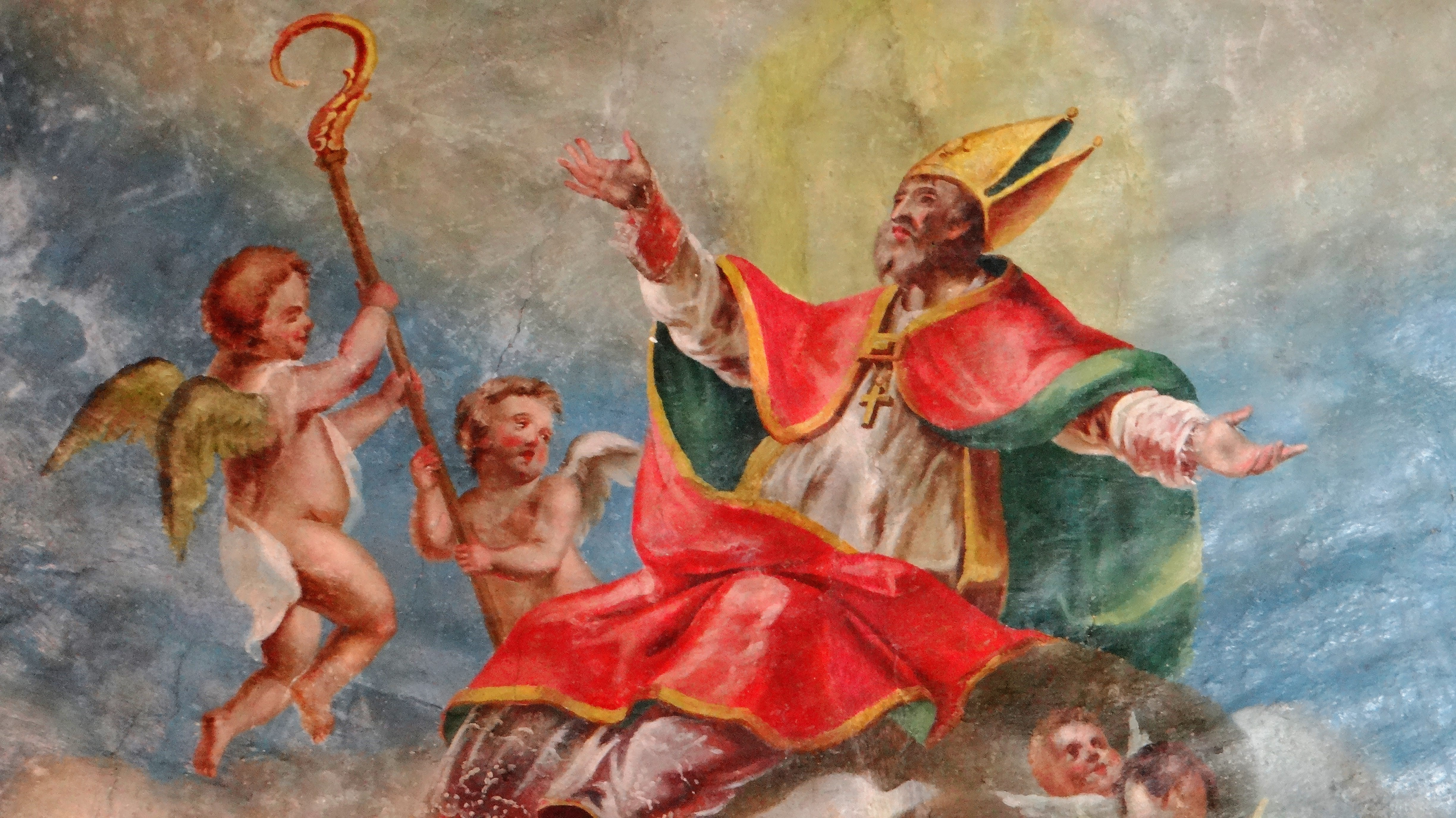
Abside - Peinture murale sur le cul-de-four : Le Triomphe de saint Martin.

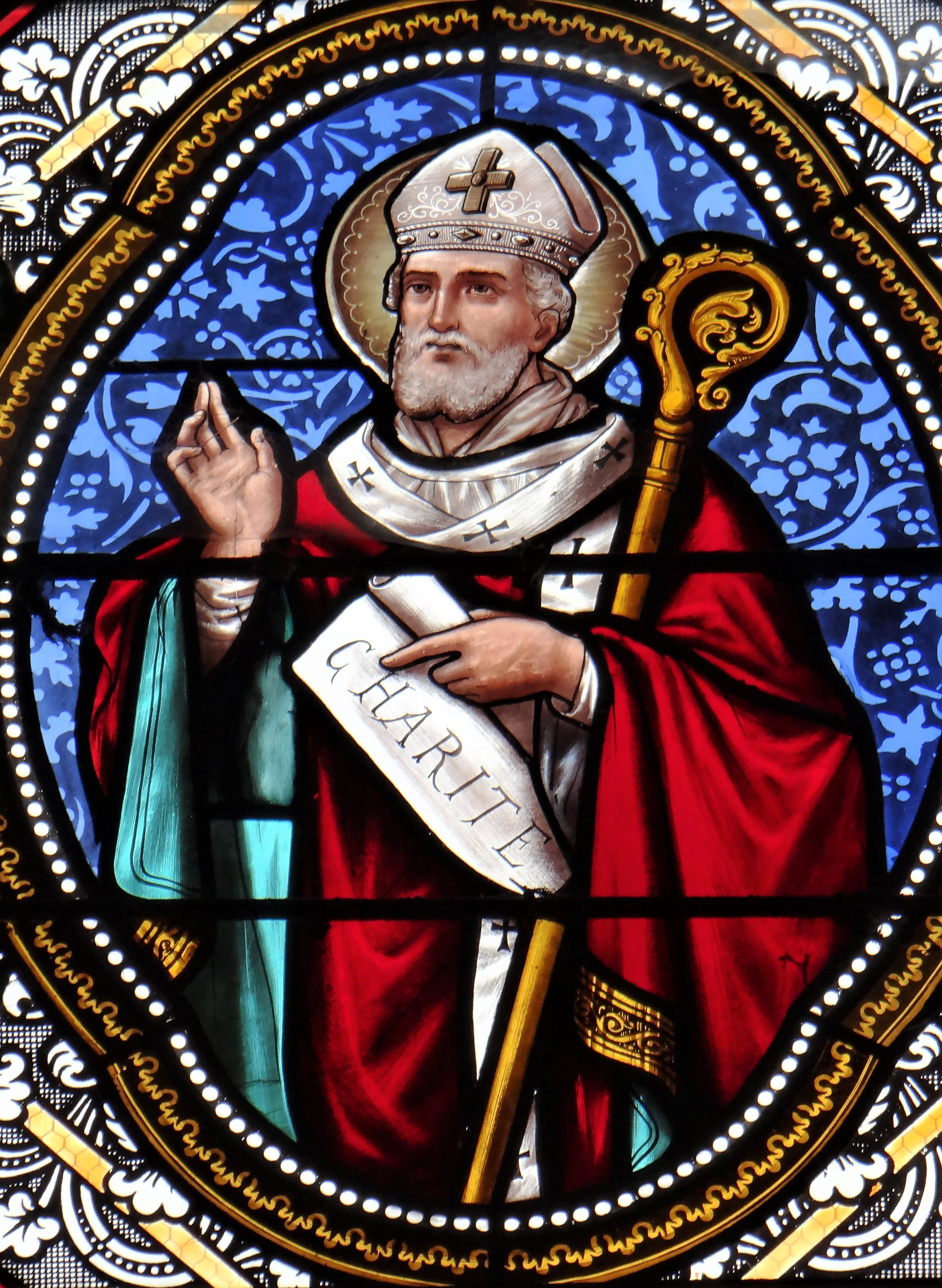
Saint Martin
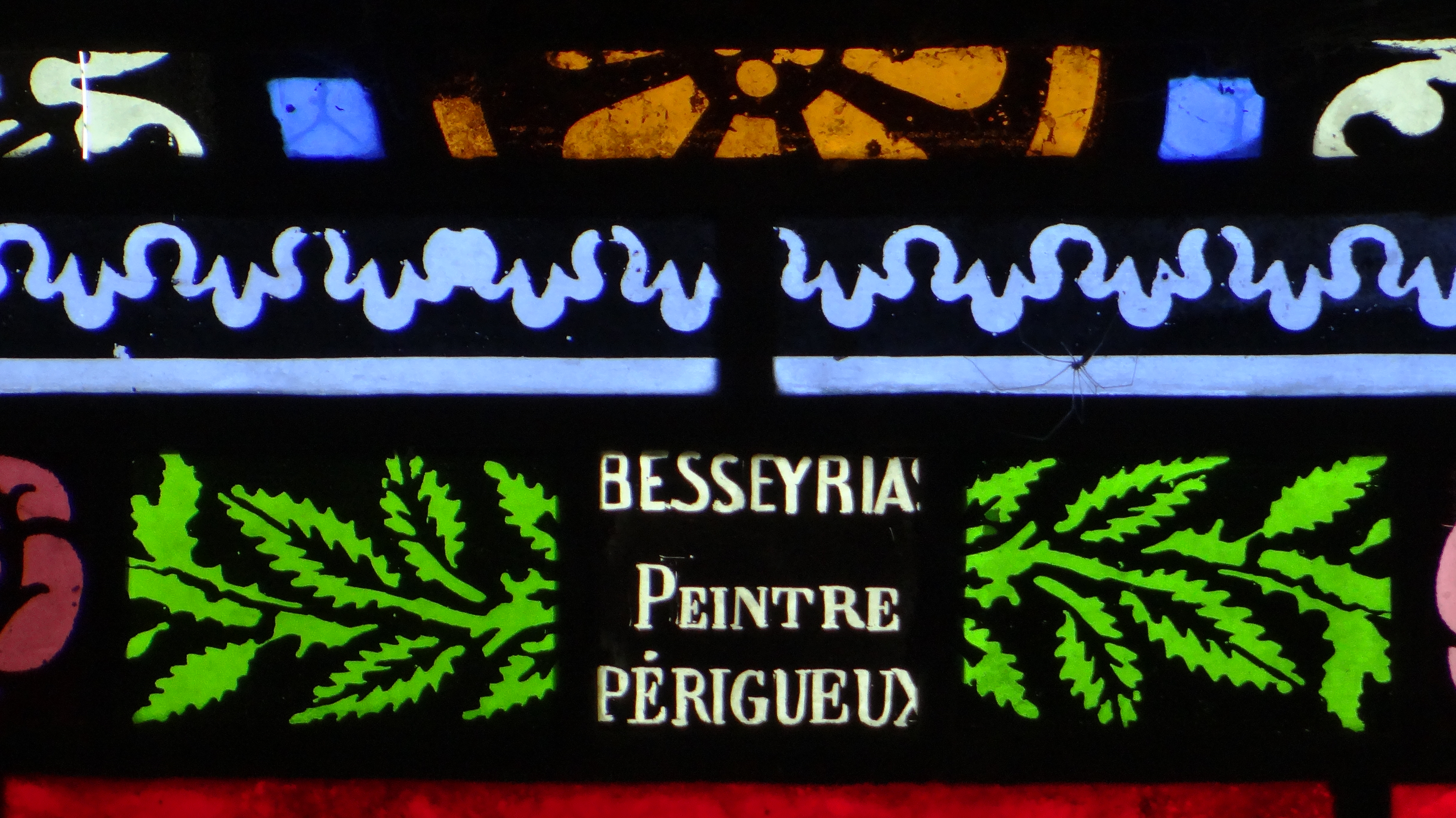
Signature du maître verrier Jean Besseyrias